# Субботина, Нина Николаевна (математик)
Нина Николаевна Субботина (род. 1946) — советский и российский учёный-математик, специалист в области теории оптимального управления, дифференциальных игр и уравнений Гамильтона-Якоби, член-корреспондент РАН (2011).

## Биография
Родилась 2 августа 1946 года в Свердловске в семье  Николая Максимовича и Зои Николаевны Барабановых.
В 1969 году окончила математико-механический факультет Уральского университета. Руководителями диплома были два будущих академика Осипов и Мокроносов. 
С 1969 года работает в отделе динамических систем Института математики и механики УрО РАН (с 2008 года — заведующая сектором). В 1976 году защитила кандидатскую диссертацию «Игровое управление в классе разрывных и импульсных стратегий».
С 1997 года преподаёт в Уральском университете.
18 июня 2003 года защитила докторскую диссертацию «Метод характеристик в теории уравнений Гамильтона — Якоби и его приложения в теории управления» (официальные оппоненты Н. Н. Красовский, А. В. Кряжимский, А. А. Меликян). В 2004 году присвоено учёное звание профессора.
22 декабря 2011 года избрана членом-корреспондентом РАН по Отделению энергетики, машиностроения, механики и процессов управления.
Была замужем за академиком А. И. Субботиным (1945—1997); сын Измаил.

## Научная деятельность
Основные направления научной деятельности: теория позиционного оптимального управления и теория обобщённых решений уравнений Гамильтона-Якоби. Ею получены концептуальные и структурные свойства оптимального синтеза на базе классических характеристик уравнения Гамильтона-Якоби-Беллмана. Предложены численные методы решения задач оптимального управления предписанной продолжительности. Обоснована возможность сингулярной аппроксимации минимаксных решений краевых задач Коши и Дирихле для уравнений Гамильтона-Якоби и их связь с законами сохранения.

### Основные научные результаты
- для позиционной дифференциальной игры доказана невозможность аппроксимации разрывных оптимальных позиционных стратегий непрерывными и многозначными стратегиями, а также доказана невозможность оптимального синтеза;
- в задачах оптимального управления обоснованы необходимые и, одновременно, достаточные условия оптимальности первого порядка, установлена связь принципа максимума Понтрягина, метода динамического программирования и метода характеристик Коши, описана структура оптимального синтеза в случае локально липшицевых входных данных;
- разработаны и обоснованы новые эффективные численные методы решения задач оптимального управления с помощью сеточного оптимального синтеза;
- в области теории обобщённых решений уравнений Гамильтона-Якоби-Беллмана — для задачи Коши описана структура минимаксных/вязкостных решений (инфинитезимальная и в терминах классических характеристик);
- обоснована сингулярная аппроксимация этих решений; предложены и обоснованы новые численные методы построения минимаксных / вязкостных решений на базе классических характеристик;
- установлена связь этих решений с одномерными законами сохранения; исследованы обобщённые решения в задаче с фазовыми ограничениями.

## Научные труды
Автор более 80 научных работ, в том числе одной монографии.
Среди её работ:
- Метод характеристик для уравнений Гамильтона-Якоби и его приложения в динамической оптимизации // Современная математика и её приложения. Тбилиси, 2004. Т. 20. С. 1-129;
- Asymptotics for Singularly Perturbed Differential Games // Game Theory and Applications (Huntington, Nova Science Publishers, Inc., New York). 2001. VII. P. 175—196.

## Преподавание
Разработала и читает для студентов математико-механического факультета Уральского госуниверситета курсы лекций по дифференциальным уравнениям, теории игр и по теории обобщённых решений уравнений Гамильтона — Якоби.

## Награды
- Премия имени А. И. Субботина Уральского отделения РАН (2004) — за цикл работ по теории оптимального управления и её приложениям